# JPL Small-Body Database
JPL Small-Body Database(SBDB)とは太陽系小天体を扱う天文学のデータベースである。ジェット推進研究所(JPL)とアメリカ航空宇宙局(NASA)が運営しており、全ての知られている小惑星やいくつかの彗星に関する軌道のパラメータやダイアグラム、物理的ダイアグラムのデータや小天体に関連する公表物の一覧を提供している。データベースは毎日更新されている。

## 接近データ
2013年8月時点で主要な惑星や16の比較的大質量な小惑星については接近データが利用可能である。接近データはURLの後ろに;cad=1を付けることで利用可能である。

## 軌道のダイヤグラム
Javaのアプレットが使用可能であり、3Dの軌道可視化したツールを提供している。アプレットでは二体問題を使用して実行しているので正確に長距離の軌道や惑星が衝突する条件を踏まえて計算するのに使うべきではない。正確な天体暦を用いたJPL Horizons On-Line Ephemeris Systemでは数値積分を用いた多体問題が扱える。Javaのアプレットは;orb=1をURLの後ろに挿入することで使用可能である。